# Nedozor
Nedozor je zaniklá obec na Slovensku v okrese Turčianské Teplice, která zanikla sloučením s obcí Rakša v roce 1934.

## Polohopis
Dnes už je Nedozor v podstatě úplně spojený s obcí Rakša. Podle mapy v díle Mateje Bela Turčianska stolica se nacházel na jižním břehu potoka Rakša.

## Dějiny
Nedozor existoval již v 1. polovině třináctého století. Když byl v roce 1264 kostel v Michalu obdarován pozemky, část z nich byla podle listin vykrojena z nedozorského katastru. V roce 1277 přidal zvolenský župan Biter Matejovi, synovi Ondrejovu pole, které se podle jeho popisu polohy shoduje s Nedozorem (v listinách se zmiňuje jako Terra Nunsyr). Potom přecházel z rukou do rukou Nyáryovů a malých turčianských zemanů (Ruttkay, Záthurecký, Raksányi). Nedozor nebyl nikdy velký, v roce 1715 žilo v něm pět selských a pět poddanských rodin. O sto let později měl 177 obyvatel. V roce 1934 byl sloučen s Rakší a tento stav trvá dodnes.

## Kultura a zajímavosti

### Památky
Vesnická zvonice, zděná lidová stavba na půdorysu čtverce s barokní helmicí z roku 1820. Stavba má hladké fasády, rezonanční otvory jsou ukončeny segmentem, střecha je pokryta šindelem. Nachází se zde zvon z roku 1829 od S. Hackenbergera z Kremnice